# Fleurat
Fleurat är en kommun i departementet Creuse i regionen Nouvelle-Aquitaine i de centrala delarna av Frankrike. Kommunen ligger i kantonen Le Grand-Bourg som tillhör arrondissementet Guéret. År 2022 hade Fleurat 307 invånare.

## Befolkningsutveckling
Antalet invånare i kommunen Fleurat
Referens:INSEE